# Lehmann Mór
Lehmann Mór, Moritz Lehmann (Drezda, 1818 – Budapest, 1877. szeptember 9.) díszletfestő, -tervező.

## Életútja
Drezdából Bécsbe költözött, 1861-ben átvette a Carltheater igazgatását (ahol már 1834 óta szerződésben volt) és az volt a legnagyobb büszkesége, hogy Bécsben ő léptette fel legelőször Adelina Pattit. De amilyen jól tudott az ecsettel bánni, éppen olyan rosszul értett a pénzkezeléshez; a pazarlásig bőkezű volt és rövid idő alatt megbukott. 1850-ben udvari festővé nevezték ki. Az 1860-as években járt Budapestre és a Nemzeti Színház díszletfestője lett és valósággal remekelt szakmájában. Amellett olyan szorgalom és munkabírás lakott benne, hogy a köteles feladatain kívül a német színházak, a Népszínház, a bohócbálok és nagyobb ünnepélyek díszleteit is ő festette, sokat keresett és nálunk megtanulván gazdálkodni, Rákosszentmihályon szép nyaralót szerzett magának. 1865-ban nyitotta meg festőműhelyét. A színházi körökben mindenki szerette az eszes, jószívű és kedves modorú »kis Lehmannt«, aki majomfürgeséggel ugrált a befestendő vászon fölött, létrán le és fel. 1863-ban Rigában dekorációkat festett »Wallenstein táborá«-hoz. A város mellett katonatábor volt. Kiment egy alkalommal a város végére, hogy természet után tegyen tanulmányokat, de az oroszok lengyel kémnek nézték és hiába kiabálta: »Ne bolondozzanak, nem látják, hogy én a kis Lehmann vagyok Bécsből!« elfogták és ismerősei csak egy napi súlyos börtön elszenvedése után tudták kiszabadítani. Halálát embólia okozta. A Kerepesi úti temetőben helyezték nyugalomra 1877. szeptember 11-én délután a református egyház szertartása szerint.
Ő készítette Magyarországon a Nottheater számára 1856 augusztusában az első zárt, nem-kulisszás szobadíszletet. Első munkája Meyerbeer Az afrikai nő c. operájának díszlete volt a Nemzeti Színházban. 1869-től a Gyapjú utcai német színháznak, 1875-től pedig a pesti Népszínháznak is dolgozott: a nyitóelőadás díszleteit, majd Tóth Ede A tolonc, Csepreghy Ferenc Sztrogoff Mihály útja színpadképeit tervezte meg.
Első felesége Schmidt Katalin, akitől törvényesen elvált. Második a nála 31 évvel fiatalabb Felesége Kocsis Ilka (Helena) asszony volt (szül. Pest-Ferencváros, 1852. aug. 18.), akivel 1876. július 1-jén Budapesten, a Kálvin téri református templomban kötött házasságot. Első házasságából született fia már a színpadi festésben segédkezett neki. 
Fia, ifj. Lehmann Mór 1875 és 1896 között a Népszínház főfestője volt. Ő alkalmazott Magyarországon a színpadon először tűzálló (impregnált) díszletelemeket.